# Las Ovejas

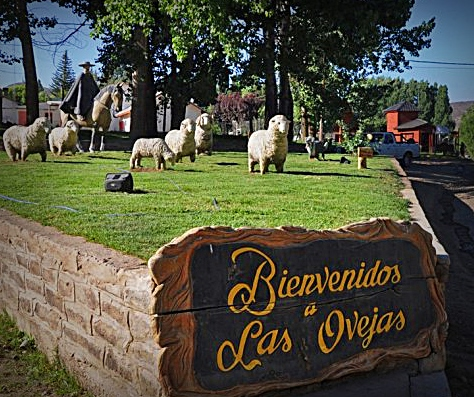
Ingreso a la localidad de Las Ovejas.

Las Ovejas es una localidad argentina ubicada en el departamento Minas de la provincia del Neuquén, a 500 km de la capital neuquina. Se llega a la misma a través de las rutas nacionales N.º 22 hacia el oeste, la N.º 40 hacia el norte hasta Chos Malal y de allí por la ruta provincial N.º 43 hasta arribar a la localidad.
Se constituye como “puerta de ingreso” a muchos de los principales atractivos de la zona, integrando así el Corredor Neuquén Norte junto al resto de las localidades de la región como Chos Malal, Andacollo, Manzano Amargo, Huinganco y Varvarco.

## Población
Contó con 1,316 habitantes (Indec, 2010), lo que representó un incremento frente a los 1312 habitantes (Indec, 2001) del censo anterior. La población se compuso de 1.632 varones y 1.546 mujeres, lo que arrojó un índice de masculinidad del 107,24%. En tanto, las viviendas pasaron de ser 345 a 528.
Según el censo 2022 se conoció una población dentro del municipio de 1.705 habitantes y 880 viviendas.
| Gráfica de evolución demográfica de Las Ovejas entre 1991 y 2022 |
|                                                                  |
| Fuente: Censos nacionales del INDEC                              |

## Turismo
Montañas, ríos y lagunas ofrecen a los visitantes actividades de aventura como excursiones, ciclismo de montaña, kayak, cabalgatas en un marco natural extraordinario propio del norte neuquino. Ríos y arroyos de agua transparente bajan serpenteantes de la Cordillera de los Andes: Río Nahueve, Río Neuquén, Río Buraleo, Arroyos Butalón y Ranquileo brindan a los amantes de la pesca una agradable jornada. Especies como truchas arco iris, pejerreyes patagónicos o percas habitan los espejos de agua de la región.

## Lagunas de Epu Lauquen
Constituyen un área natural protegida provincial que protege un bosque de roble pellín, antártica y pumillio que sorprendentemente se ha desarrollado allí gracias a un ingreso de aire húmedo proveniente del océano Pacífico. El Área natural protegida Epu Lauquen posee innumerables senderos donde es posible practicar senderismo, ciclismo de montaña y observación de fauna, como el sendero interpretativo “Hayas del Sur”. La observación de aves aquí tiene un condimento especial, pues allí se puede apreciar un ave que en Argentina solo vive aquí (endémica), el Hued hued castaño.
También pueden encontrarse antiquísimos vestigios de las habitantes originarios como las que se manifiestan en los petroglifos de Colomichicó, a pocos kilómetros de Las Ovejas. Es uno de los más importantes yacimientos de arte rupestre de la Patagonia y América. Comprende unas 600 piedras grandes y medianas que presentan grabados sobre su superficie.

## Historia
Sus primeros habitantes fueron los Pehuenches, que utilizaron el lugar como invernada para sus animales. Posteriormente lo comenzaron a utilizar los crianceros de ovejas (de allí su nombre) de origen chileno que a partir de 1880 comenzaron a establecerse allí de forma permanente. En ese tiempo existían los llamados “bandoleros” (hoy conocidos como cuatreros) cuyos referentes más importantes fueron los hermanos Pincheira: populares por sus aventuras y hazañas robando animales y cruzándolos hacia Chile.
Hoy la localidad se sustenta por la actividad forrajera, administrativa y ganadera principalmente. La trashumancia continúa siendo el método de crianza, una modalidad ancestral que sigue manteniéndose en la región. La comunidad de Las Ovejas es muy devota del popular santo San Sebastián, tanto es así que todos los años en el mes de enero se celebra una gran fiesta en su honor. Otro evento de relevancia en la localidad es la Fiesta Provincial de la Lana y la Cueca (en diciembre): una fiesta que lleva más de 20 ediciones donde se rinde homenaje a una de las actividades más antiguas de los crianceros locales a través de la cueca, un baile de origen chileno muy popular en la región.
… y con todo lo necesario para el visitante.
Aunque la localidad es pequeña dispone para el visitante de los servicios necesarios para garantizarle una buena estadía: cuenta con moderna Hostería, cabañas, establecimientos de alojamientos alternativos y servicio gastronómicos. Cuenta además de abastecimiento de combustible, cajero automático, transporte público y Oficina de Informes Turísticos.